# Pasawahan (plaats in Kuningan)
Pasawahan is een bestuurslaag in het regentschap Kuningan van de provincie West-Java, Indonesië. Pasawahan telt 4147 inwoners (volkstelling 2010).